# GNU GRUB

GNU GRUB на диску з таблицею MBR

GNU GRUB на диску з таблицею GPT

boot.img має розмір точно 446 байт і записується у MBR (сектор 0). core.img міститься у вільних секторах між MBR і першим дисковим розділом, якщо такі доступні (з метою сумісності перший розділ починається з сектора 63 або більшого (наприклад, 2048), але це не є обов'язковим). Каталог /boot/grub може розміщуватися у власній або основній (кореневій) файловій системі.

GNU GRUB (англ. GRand Unified Bootloader — Грандіозний уніфікований завантажувач) — завантажувач операційної системи від проекту GNU. GRUB дозволяє користувачеві мати кілька встановлених операційних систем і при вмиканні комп'ютера вибирати одну з них для завантаження.

## Історія
GRUB був спочатку розроблений Еріком Болейн як частина роботи із завантаження операційної системи GNU Hurd розроблено Free Software Foundation.

## Основні відомості
GRUB є еталонною реалізацією завантажувача, відповідного специфікаціям Multiboot і може завантажити будь-яку сумісну з нею операційну систему. Серед них: Linux, FreeBSD, Solaris і багато інших. За допомогою команди chainload можна також завантажити двійковий код наступного завантажувача і запустити його: у BIOS-версії такий код повинен бути 16-розрядним, а у UEFI-версії — звичайним EFI-модулем. Таким чином можна запустити Windows (через завантажувач NTLDR), MS-DOS, OS/2 та інші системи.
Після налаштування GRUB користувач при старті комп'ютера бачить список операційних систем, заданих у файлі конфігурації. Операційну систему можна вибрати клавішами курсора і натиснувши Enter.
GRUB дозволяє користувачеві при завантаженні задавати довільні параметри і передавати їх в ядро Multiboot-сумісної ОС для подальшої обробки.
GRUB — найпопулярніший завантажувач у світі Linux і є завантажувачем за умовчанням в більшості відомих дистрибутивів. Раніше найпопулярнішим був LiLo. Операційна система Solaris використовує GRUB як завантажувач на x86 системах, починаючи з випуску Solaris 10 1/06 .

## Основні можливості GRUB
- Завантаження Linux, OpenSolaris, *BSD ядер та інших Multiboot-сумісних ОС;
- Передача управління іншим завантажувача, можливість завантаження Windows-систем;
- Захист паролем пунктів меню;
- Підтримка BOOTP і TFTP для мережевого завантаження;
- Інтерактивний командний рядок завантаження;
- Підтримка файлових систем: NTFS, ISO, UFS, UFS2, FFS, FAT16, FAT32, Minix, ext2/ext3/ext4, ReiserFS, JFS і XFS, і читання файлів конфігурації, ядер, initrd та інших файлів прямо з файлової системи.
- Підтримка завантажувача EFI, починаючи з версії 1.98 (завантаження операційних систем сімейства Mac OS).
- Крім усього іншого, GRUB може досить гнучко змінювати зовнішній вигляд, наприклад показувати довільне зображення в завантажувальному меню.
- GRUB2 має модульну структуру. Це означає, що туди легко додається все, що завгодно (також як і викидається, якщо необхідно зменшити розмір), аж до ігор.

## GRUB 2
GRUB 2 — наступна версія GRUB. Розробники писали GRUB 2 «з нуля», щоб домогтися переносимості і модульності. Розробка GRUB 0.9x припинена, приймаються лише патчі, що виправляють помилки.

## Виноски
1. ↑  The GNU GRUB Open Source Project on Open Hub: Languages Page